# Marguerite de Thouars
Marguerite de Thouars (Nantes, 1er/5 septembre 1201 - v. 1216/1220) est la troisième fille de Constance, duchesse de Bretagne et comtesse de Richmond et de son troisième époux Guy de Thouars, et la première épouse de Geoffroy Ier, vicomte de Rohan.

## Famille
Marguerite est la troisième fille de Constance de Bretagne et de Guy de Thouars. Sa mère est morte peu après sa naissance. Marguerite avait une sœur jumelle, Catherine, et leur mère serait morte des suites de l'accouchement,,,,,,,,. Après la mort de sa mère, son père se remarie avec Eustachie de Chemillé, dont il a deux fils, Pierre et Thomas.
Marguerite était la demi-sœur cadette d'Aliénor, Mathilde et Arthur, les enfants de Constance et de Geoffroy Plantagenêt, la sœur d'Alix et de Catherine, et la demi-sœur aînée de Pierre et Thomas de Chemillé, les fils de Guy et d'Eustachie de Chemillé.
Marguerite épousa à une date inconnue Geoffroy de Rohan, fils aîné et héritier d'Alain IV de Rohan et de Mabille de Fougères. Le couple n'eut pas d'enfants.
Marguerite mourut à une date inconnue entre 1216 et 1220. Son mari épousa en secondes noces Gervaise de Dinan après le 4 mai 1220.
Marguerite de Thouars a laissé peu de traces dans l'histoire du duché de Bretagne, probablement parce qu'elle est morte relativement jeune et qu'elle n'a joué aucun rôle dans la succession du duché de Bretagne, contrairement à sa sœur Alix. Pour cette raison, elle a parfois été oubliée par les historiens,,,,,.

## Représentation en littérature
Bien que peu connue de l’Histoire, Marguerite de Thouars est un personnage secondaire du roman Le Poids d’une couronne (légende bretonne) (1867-1868) de Gabrielle d’Étampes.